# Agrochola phaeosoma
Agrochola phaeosoma är en fjärilsart som beskrevs av George Francis Hampson 1905. Agrochola phaeosoma ingår i släktet Agrochola och familjen nattflyn. Inga underarter finns listade i Catalogue of Life.